# کولد اسپرینگ (کنتاکی)
کولد اسپرینگ (به انگلیسی: Cold Spring) شهری در ایالت کنتاکی کشور ایالات متحده آمریکا است که جمعیت آن در سرشماری سال ۲۰۱۰ میلادی، ۵٬۹۱۲ نفر بوده‌است.